# 秘密的秘密！
《秘密的秘密！》是Iris在2012年11月30日發售的戀愛冒險類型成人遊戲。Android版於2013年7月25日在vamarket上發佈。藍光版在次日開售。
《秘密的秘密！》擁有多條劇情分支路線，每條路線皆有一系列預先設定的場景和人物互動。其主要聚焦於兩名女主角跟玩家角色的互動，並刻畫了角色之間的性行為。整個故事以主角水梳聰里的視角作切入點。他受繼母所託，而要在她出差期間照顧著兩位繼妹水梳葉月和水梳戀。
《秘密的秘密！》的銷量在開售後隨即登上日本全國美少女遊戲銷量排行榜第11位；日本美少女遊戲暨動漫相關商品銷售網站Getchu屋的最暢銷遊戲排行榜第13名，在該站亦被票選為2012年11月第10佳的美少女遊戲。

## 遊戲系統

《秘密的秘密！》的遊玩介面，圖中女主角水梳葉月正在跟玩家角色水梳聰里對話

《秘密的秘密！》採取戀愛冒險的遊玩方式，玩家所扮演的是本作的男主角水梳聰里。基本上玩家在遊玩的時候都需閱覽屏幕上所顯示的文本和聆聽遊戲發出的聲音，用以了解故事情節和人物之間的對話。該些文字會與人物拼合圖和背景一同出现，用以表示聰里跟誰對話。玩家會在故事中遇見代替背景和人物拼合圖的CG。《秘密的秘密！》擁有多條劇情分支路線，每條路線的结局皆有所不同。玩家的選擇會影響劇情路線，從而影響之後的結局。
本作角色之間的關係亦帶有一定性意味。有關場景包括手交、口交、性交。玩家在某些預設的段落中須選擇行為選項。對話框的下一段文本在做出選擇前並不能夠顯示。玩家必須反覆載入選項頁面並選擇不同的選項，才能夠觀覽存於不同路線的劇情。《秘密的秘密！》擁有多個結局。

## 故事
本作的主角水梳聰里是個以繪畫繪本來維持生計的畫家。他因受到義母所託，而要在她出差期間，照顧着兩位繼妹水梳葉月和水梳戀的起居。葉月有着灰色頭髮，性格認真，易害羞。戀則有着金色頭髮，思想單純，平日行為多變。在一起同居的情況下，聰里漸漸對上述兩位繼妹產生性慾，於是便開始與她們進行各式各樣的性行為。

## 開發
《秘密的秘密！》是Iris繼《闇色的雪花蓮群》之後的第2部作品。本作一改前作的黑暗風格，以「治癒」和蘿莉角色作主打。曾於《闇色的雪花蓮群》負責原畫的，再次於《秘密的秘密！》負責以上項目。編劇由綾那和神野詩織共同擔當。神野詩織此前曾負責同人成人遊戲《 》的編劇。綾那則有在前作《闇色的雪花蓮群》跟合作的經驗。片頭曲的主唱者為梨本悠里，片頭動畫由外包商KIZAWA studio負責製作。片尾曲《Naisho de Funk!》由水梳葉月和水梳戀的聲優今谷皆美和shizuku主唱。Meeon負責遊戲的配樂。

## 宣傳發行
2012年6月，Iris在官網上公開兩位女主角的聲優和發表聲頻樣本。8月23日，它在Twitter預告晚上會公開本作的片頭曲演示影片，次日如期於YouTube上公開。同月31日，它在秋葉原舉辦本作的宣傳活動，參與者可獲贈本作的畫師所繪製的插畫。同日開放給公眾預購。10月22日，Iris發佈了本作的免費試玩版，予供公眾下載試玩。
PC正式版的遊戲光碟在2012年11月30日發售，同時相容Windows XP/Vista/7。預訂版會附送廣播劇CD；初回版則會附送小冊子。部分商店會為購買《秘密的秘密！》的顧客贈送像海报、電話卡、掛毯般的贈品。
Android版於2013年7月25日在vamarket上發佈。Asoberu! BD-Game（あそべる！ BD-GAME）於4月26日開放給公眾預約本作的藍光版，同年7月26日開售，當中追加了三段劇情。藍光版開售的當天，下載版亦一併推出。

## 相關產品

### 畫集
初回版附送的小冊子共有40頁，它收錄了本作的原稿及沒有採用的插畫。2014年11月，Core Magazine發售了一本192頁的畫集，其內容包括本作與Iris的另一部作品的遊戲插畫、設定資料、工作人員採訪記錄。

### 廣播劇CD
預訂版會附送以「兩位姊妹在聰里手部受傷期間照顧他」的展開為主題的廣播劇CD。

### 抱枕
以本作角色為主題的抱枕套在2013年至2014年期間開放網上預約，於C87上亦有販售。

### 原声带
市面亦有發售《秘密的秘密！》的原声带，其包含遊戲的片頭曲以及片尾曲，並為上述兩者附上兩位女主角聲優的合唱版和獨唱版。

## 評價
2012年11月，《秘密的秘密！》的銷量在日本全國美少女遊戲中排第11位。它在日本美少女遊戲暨動漫相關商品銷售網站Getchu屋的2012年11月最暢銷遊戲排行榜上排行第13名，在該站亦被票選為當月第10佳的美少女遊戲。

## 外部連結
- 官方網站 （页面存档备份，存于）（日語）